# Довлетабад — Мари
Довлетабад — Мари — газопровід на південному сході Туркменістану.
У 1982 році почалась розробка унікального Довлетабадського газового родовища. Його продукція передусім призначалась для поставок у європейську частину СРСР по системі Середня Азія — Центр, проте певні обсяги відвели для живлення промислового майданчику на південних околицях міста Мари. Тут в 1984-му почав роботу хімічний завод «Мариазот», крім того, на ТЕС Мари до 1987-го звели два не заплановані у первісному проекті блоки.
Подачу природного газу до Мари організували через трубопровід завдовжки понад сто тридцять кілометрів з діаметром 700 мм. Першу половину маршруту він прямує на північ у одному коридорі з двома нитками, по яких ресурс з Довлетабаду подається у напрямку компресорної станції Шатлик (згадана вище система Середня Азія — Центр, а у незалежному Туркменістані — трубопровід Довлетабад — Дер'ялик), після чого лінія на Мари довертає на північний схід (на цій ділянці з середини 2010-х вона більше двох десятків кілометрів прямує в одному коридорі з відгалуженням від газопроводу Галкиниш — Шатлик).